# Uwe Dreyer
Uwe Dreyer (* 14. August 1952) ist ein ehemaliger deutscher Fußballspieler.

## Karriere
Dreyer wechselte vom VfL Stade in die Bundesliga, zum SV Werder Bremen. In der Saison 1973/74 absolvierte er zwei Spiele im Oberhaus des deutschen Fußballs. Er wurde zweimal von Trainer Josef Piontek eingewechselt. Für Dreyer war nach der Saison Schluss an der Weser, er ging zum HSV Barmbek-Uhlenhorst und spielte das folgende Jahr in der 2. Bundesliga. Dreyer war Stammspieler, konnte aber den Abstieg als Tabellenletzter nicht vermeiden. Er blieb in der Liga und wechselte zum 1. SC Göttingen 05, mit Göttingen stieg er 1977 ebenfalls ab. Er wechselte zum OSC Bremerhaven, wo er die nächsten drei Jahre spielte.